# ワシントン・パーク (野球場)
ワシントン・パーク（Washington Park）は、アメリカ合衆国ニューヨーク市ブルックリン区にかつて存在した野球場。

## ワシントン・パークⅠ
最初のワシントン・パークは1883年に開場し、ブルックリンの野球チーム（ブルックリン・ドジャースの前身球団）の本拠地となった。翌年チームはアメリカン・アソシエーションに参加し、球団名をブルックリン・アトランティックスに変更した。更にグレイズ（1885年～1887年）→ブライドグルームス（1888年～1890年）とチーム名を変更し、1890年にはアメリカン・アソシエーションからナショナルリーグへ移籍した。しかし1889年5月19日に火事が発生するなど球場の作りが脆かったため、チームは1891年から本拠地球場をイースタン・パークへ移した。

## ワシントン・パークⅡ
2番目のワシントン・パークは1898年にオープン。ブライドグルームスがイースタン・パークから再び移転して本拠地にした。収容人数は18,800人で、前本拠地に比べてより多くの観客を収容することができた。チームはブライドグルームス（1898年）→スーパーバス（1899年～1910年）→ドジャース（1911年～1912年）→スーパーバス（1913年）とチーム名を頻繁に変更しながら15シーズンの間ワシントン・パークを本拠地にした。
しかし1902年に球団を買収したチャーリー・エベッツはワシントン・パークから新球場への移転を計画していた。スーパーバスは1912年を最後にワシントン・パークを去り、翌年エベッツ・フィールドへと移転した。その後ワシントン・パークは1914年から1915年にかけてフェデラル・リーグのブルックリン・ティップトップスの本拠地として使用されたのち、取り壊された。
| 前本拠地： イースタン・パーク 1891 - 1897 | ロサンゼルス・ドジャースの本拠地 1898 - 1912 | 次本拠地： エベッツ・フィールド 1913 - 1957 |